# هارفي غيتس
هارفي غيتس (بالإنجليزية: Harvey Gates)‏ هو كاتب سيناريو أمريكي، ولد في 19 يناير 1894 في أواهو في الولايات المتحدة، وتوفي في 4 نوفمبر 1948 في لوس أنجلوس في الولايات المتحدة.

## وصلات خارجية
- هارفي غيتس على موقع IMDb (الإنجليزية)
- هارفي غيتس على موقع ألو سيني (الفرنسية)
- هارفي غيتس على موقع قاعدة بيانات الأفلام السويدية (السويدية)
- هارفي غيتس على موقع قاعدة بيانات الفيلم (الإنجليزية)
- هارفي غيتس على موقع كينوبويسك (الروسية)